# Consuelo Madrigal
Consuelo Madrigal Martínez-Pereda, née à Ségovie le 2 novembre 1956, est le procureur général de l'État espagnol entre janvier 2015 et novembre 2016.

## Biographie
Diplômée en droit par l'université Complutense en 1978, Madrigal est entrée dans la magistrature en 1980. Elle a été destinée aux ministères publics de Santa Cruz de Tenerife, Palencia et Madrid, ainsi qu'à celui du tribunal des comptes. Au ministère public général de l'État, elle a été procureur du Secrétariat général technique pendant le mandat de Carlos Granados.  Elle a été nommée procureur de chambre coordinatrice des mineurs en février de 2008 par l'antérieur Procureur général Cándido Conde-Pumpido  et renouvelée dans ses fonctions en 2013 par Eduardo Torres-Dulce. Jusqu'à 2008, elle était procureur de la chambre pénale du tribunal suprême.
À la suite de la démission d'Eduardo Torres-Dulce comme procureur général de l'État en décembre 2014, le gouvernement propose à Madrigal d'occuper son poste. Elle a pris possession le 13 janvier 2015, devenant la première femme procureur général de l'État. Son mandat se termine le 4 novembre 2016, avec celui du gouvernement qui l'avait nommée.